# 埃爾普拉多 (新墨西哥州)
埃爾普拉多（英語：El Prado）是位於美國新墨西哥州陶斯縣的非建制地區。

## 歷史
埃爾普拉多的郵局自1936年營運至今。

## 地理
埃爾普拉多所處的海拔為高於海平面2137米（即7011英呎），而該地所採用的時區為UTC-7，即北美山地时区（MST）。同時該地設有夏令時間，為UTC-7調快一小時，即UTC-6（MDT）。